# Дайнесор (Колорадо)
Дайнесор (англ. Dinosaur) — місто (англ. town) в США, в окрузі Моффат штату Колорадо. Населення — 243 особи (2020).

## Географія
Дайнесор розташований за координатами 40°14′26″ пн. ш. 109°0′31″ зх. д. / 40.24056° пн. ш. 109.00861° зх. д. (40.240551, -109.008590).  За даними Бюро перепису населення США в 2010 році місто мало площу 2,03 км², уся площа — суходіл.

## Демографія
Згідно з переписом 2010 року, у місті мешкало 339 осіб у 131 домогосподарстві у складі 91 родини. Густота населення становила 167 осіб/км².  Було 175 помешкань (86/км²).
Расовий склад населення:
| - 95,0 % — білих - 2,9 % — корінних американців - 0,6 % — чорних або афроамериканців - 0,3 % — азіатів |

До двох чи більше рас належало 0,6 %. Частка іспаномовних становила 8,0 % від усіх жителів.
За віковим діапазоном населення розподілялося таким чином: 30,4 % — особи молодші 18 років, 56,9 % — особи у віці 18—64 років, 12,7 % — особи у віці 65 років та старші. Медіана віку мешканця становила 34,8 року. На 100 осіб жіночої статі у місті припадало 118,7 чоловіків;  на 100 жінок у віці від 18 років та старших — 105,2 чоловіків також старших 18 років.
Середній дохід на одне домашнє господарство  становив 49 110 доларів США (медіана — 42 083), а середній дохід на одну сім'ю — 56 618 доларів (медіана — 62 917). Медіана доходів становила 30 417 доларів для чоловіків та 36 250 доларів для жінок. За межею бідності перебувало 18,5 % осіб, у тому числі 23,4 % дітей у віці до 18 років та 20,4 % осіб у віці 65 років та старших.
Цивільне працевлаштоване населення становило 95 осіб. Основні галузі зайнятості: сільське господарство, лісництво, риболовля — 43,2 %, освіта, охорона здоров'я та соціальна допомога — 15,8 %, публічна адміністрація — 11,6 %, транспорт — 7,4 %.